# Parotitis
Eine Parotitis, von altgriechisch παρωτῖτις parōtĩtis, deutsch ‚Parotitis, Ohrspeicheldrüsenentzündung‘ (historisch Feusel), ist eine akute oder chronische Entzündung der Ohrspeicheldrüse (Glandula parotidea).
Ursachen können bakterielle oder virale Infektionen, Autoimmunerkrankungen oder andere Allgemeinerkrankungen sein. Ferner tritt eine Parotitis auch als Folge einer Strahlentherapie auf.

## Einteilung
Folgende Klassifikation ist gebräuchlich:
- akute eitrige Parotitis durch bakterielle Infektion (meist Staphylococcus aureus)
- chronisch-rezidivierende Parotitis, wiederholte Schübe einer akuten eitrigen Parotitis, tritt häufig im Kindesalter auf und führt zu bindegewebigem Umbau mit Drüsenatrophie und relativer Mundtrockenheit
- Parotitis epidemica (Mumps)
- chronische Sialadenitis Sjögren-Syndrom, Heerfordt-Syndrom (Sarkoidose)
- Strahlensialadenitis nach Bestrahlung von Tumoren im Kopf-Hals-Bereich.
- Marantische Parotitis als Folge einer Exsikkose bei alten Patienten

## Klinische Erscheinungen
Je nach vorliegender Form der Parotitis unterscheiden sich die klinischen Veränderungen erheblich.
- akute eitrige Parotitis: einseitige Schwellung der Ohrspeicheldrüse mit Rötung, Schmerzhaftigkeit und Fieber sowie mögliche Kieferklemme
- chronisch-rezidivierende Parotitis: Schübe akuter Entzündungen, dazwischen Geschmacksstörung, im Verlauf härter werdende Struktur der Drüse[5]
- Parotitis epidemica: meist Kleinkinder, in der Regel beidseitige Schwellung, eventuell mit begleitender Schwellung der Augenlider und des Gehörganges, siehe Mumps
- chronische Sialadenitis: Mundtrockenheit, eventuell Müdigkeit (beim Sjögren-Syndrom) oder subfebrile Temperaturen, Erythema nodosum und Iridozyklitis (beim Heerfordt-Syndrom)
- Strahlensialadenitis: Mundtrockenheit und Geschmacksstörung
- Marantische Parotitis: einseitig, oft bei Exsikkose, einseitige, schmerzhafte Schwellung, eventuell Rötung und Fieber[6]

## Diagnostik
Zu den Befunden der körperlich Untersuchung gehört die Beurteilung des Drüsensekretes (eitrig, trocken oder klar). An bildgebende Verfahren der ersten Wahl stehen Sonographie und Sialographie zur Verfügung.

## Behandlung
Bei einer nachgewiesenen bakteriellen Ursache erfolgt die Behandlung einer Parotitis in der Regel mit einem Antibiotika-Präparat, beispielsweise mit Amoxicillin. Zusätzlich können schmerzlindernde und fiebersenkende Arzneimittel zum Einsatz kommen. Je nach Schwere des Verlaufes kann auch der Einsatz von Corticosteroiden angezeigt sein.

## Differentialdiagnostik
Abzugrenzen sind:
- Hypertrophie des Musculus masseter
- nicht entzündliche Raumforderungen der Ohrspeicheldrüse (Parotistumor, Hämangiom)
- benachbarte Raumforderungen (Lymphknotenschwellungen)
- Schwellung durch Verlegung des Ausführungsganges, meist Sialolithiasis